# 桃魂ユーマ
『桃魂ユーマ』（とうこんユーマ）は、井上元伸による日本のアクション格闘漫画作品。秋田書店発行の月刊誌『チャンピオンRED』2004年8月号から2006年5月号まで連載されていた。

## あらすじ
少子化が進んだ21世紀初頭、全国の学校は経営難に陥っていた。そこで私立姫天下高校は退学廃止という校則を打ち立てた。結果、学園は、全国から炙れたワルが集まる「最悪のバカ収容所」と化す。
そんな姫天下にゴシックロリータを纏った身長181センチメートルの少女、桃千ユーマが転校してきた。自分のゴスロリ趣味を理解しない周囲の冷たい視線の中、ユーマは偶然、部活動「ゴシックロリータ研究室（ゴスロリラボ）」の少女たちと遭遇する。やっと同胞を見つけたと喜ぶユーマと少女たち。だが、喜びの時も束の間、東校舎掌握を目論む柔道部の炭山文平が、手下を引き連れゴスロリラボに現れ、猥褻行為に及ぶべく、少女たちに襲いかかる。
身長181センチメートルのユーマだけを眼中に入れずに放置して。
女性として見られなかったことに激高し、己の身体能力を完全解放したユーマの前に、炭山一味は為す術も無く叩きのめされ、これを機に、校内の勢力バランスが崩れることになる。

## 登場人物

### 姫天下高校

#### 東校舎

##### ゴシックロリータ研究室
桃千 ユーマ（ももち ユーマ）
高梨 依里花（たかなし えりか）
柿原 美咲（かきはら みさき）
朴 柚美（パク ユハ）

##### 2年F組
塚本 スグル（つかもと スグル）
河原 繁（かわはら しげる）

##### 柔道部
炭山 文平（すみやま ぶんぺい）

##### チーム「暴腕」
秋永 凛后(あきなが りんご）

##### その他
田沢（たざわ）
島谷（しまたに）

#### 西校舎

##### スウィッチブレードシスターズ
有家 美花流（ありいえ みかる）
榊 美緒（さかき みお）
浅賀 しのぶ（あさが しのぶ）

#### 北校舎
有栖 真琴（ありす まこと）

#### 所属不明

##### Teamロンパース
小松 彩音（こまつ あやね）

#### 学園関係者
B・B・コング（ビー ビー こんぐ）
桐島 洋三（きりしま ようぞう）

### 武的黄金率（黄金骨保有者）
宮本 武蔵（みやもと むさし）
ヴァイズリー
蕪木 天翔丸（かぶらぎ てんしょうまる）
蔀 スワン（しとみ スワン）
桃千 ユーマ（ももち ユーマ）
秋永 凛后（あきなが りんご）
桐島 洋三（きりしま ようぞう）

### サブキャラクター
沢 孝史（さわ たかふみ）
雄垣 巌（おがき いわお）
宇城 法平（うしろ のりへい）
司馬 敬三（しば けいぞう）
有栖 秀悟郎（ありす しゅうごろう）
杉田 玄白（すぎた げんぱく）
平賀 源内（ひらが げんない）

## 登場する技、技術、用語
ローリンヒップ
本土決戦用武術（ほんどけっせんようぶじゅつ）
質量凝縮（しつりょうぎょうしゅく）
猛度転換流体構造構築（もーどてんかん りゅうたいこうぞう こうちく）
骸躰真書（がいたいしんしょ）
黄金骨（おうごんこつ）
乳握（にゅうあく）
パンピングスマイル
桃魂U-MAX（とうこん ゆーまっくす）
桃魂ユーマッドハリケーン（とうこん ユーマッドハリケーン）

## 単行本
- 井上元伸『桃魂ユーマ』秋田書店〈チャンピオンREDコミックス〉、全3巻
  1. 2005年8月20日発売、ISBN 4-253-23181-0
  2. 2006年2月20日発売、ISBN 4-253-23182-9
  3. 2006年6月20日発売、ISBN 4-253-23183-7